# Hollis (Nou Hampshire)
Hollis és una població dels Estats Units a l'estat de Nou Hampshire. Segons el cens del 2000 tenia 7.015 habitants.

## Demografia
Segons el cens del 2000, Hollis tenia 7.015 habitants, 2.440 habitatges, i 2.025 famílies. La densitat de població era de 85,3 habitants per km².
Dels 2.440 habitatges en un 42% hi vivien nens de menys de 18 anys, en un 74,9% hi vivien parelles casades, en un 5,8% dones solteres, i en un 17% no eren unitats familiars. En el 13,4% dels habitatges hi vivien persones soles el 4,8% de les quals corresponia a persones de 65 anys o més que vivien soles. El nombre mitjà de persones vivint en cada habitatge era de 2,88 i el nombre mitjà de persones que vivien en cada família era de 3,16.
Per edats la població es repartia de la següent manera: un 29,6% tenia menys de 18 anys, un 3,8% entre 18 i 24, un 28,5% entre 25 i 44, un 29,8% de 45 a 60 i un 8,3% 65 anys o més.
L'edat mediana era de 40 anys. Per cada 100 dones de 18 o més anys hi havia 98 homes.
La renda mediana per habitatge era de 92.847$ i la renda mediana per família de 104.737$. Els homes tenien una renda mediana de 76.025$ mentre que les dones 46.161$. La renda per capita de la població era de 44.936$. Entorn del 2,8% de les famílies i el 2,6% de la població estaven per davall del llindar de pobresa.